# Moderna (empresa)
Moderna, Inc. é uma empresa de biotecnologia dos EUA com sede em Cambridge, Massachusetts, focada na descoberta e desenvolvimento de medicamentos com base no RNA mensageiro (mRNA). A empresa está tentando inserir mRNA sintético nas células vivas dos pacientes para reprogramar suas células sobre como criar suas próprias terapias e vacinas (em vez de serem criadas externamente e, em seguida, injetadas pela abordagem convencional); uma técnica que foi abandonada por grandes empresas farmacêuticas incapazes de superar os perigosos efeitos colaterais da inserção do RNA nas células; em maio de 2020, nenhuma vacina mRNA foi aprovada para uso em seres humanos.
Depois de vários ensaios mal sucedidos nas áreas terapêuticas crônicas tradicionais de margem superior (por exemplo, doença cardiovascular com Astra Zeneca), em 2014, a Moderna mudou-se para se concentrar exclusivamente no negócio de vacinas com margem inferior, uma vez que o mRNA sempre estimulará um nível de desenvolvimento de anticorpos.
Em dezembro de 2020, ela foi a segunda empresa a ter sua vacina Covid-19, a MRNA-1273, autorizada para uso emergencial nos Estados Unidos.

## História

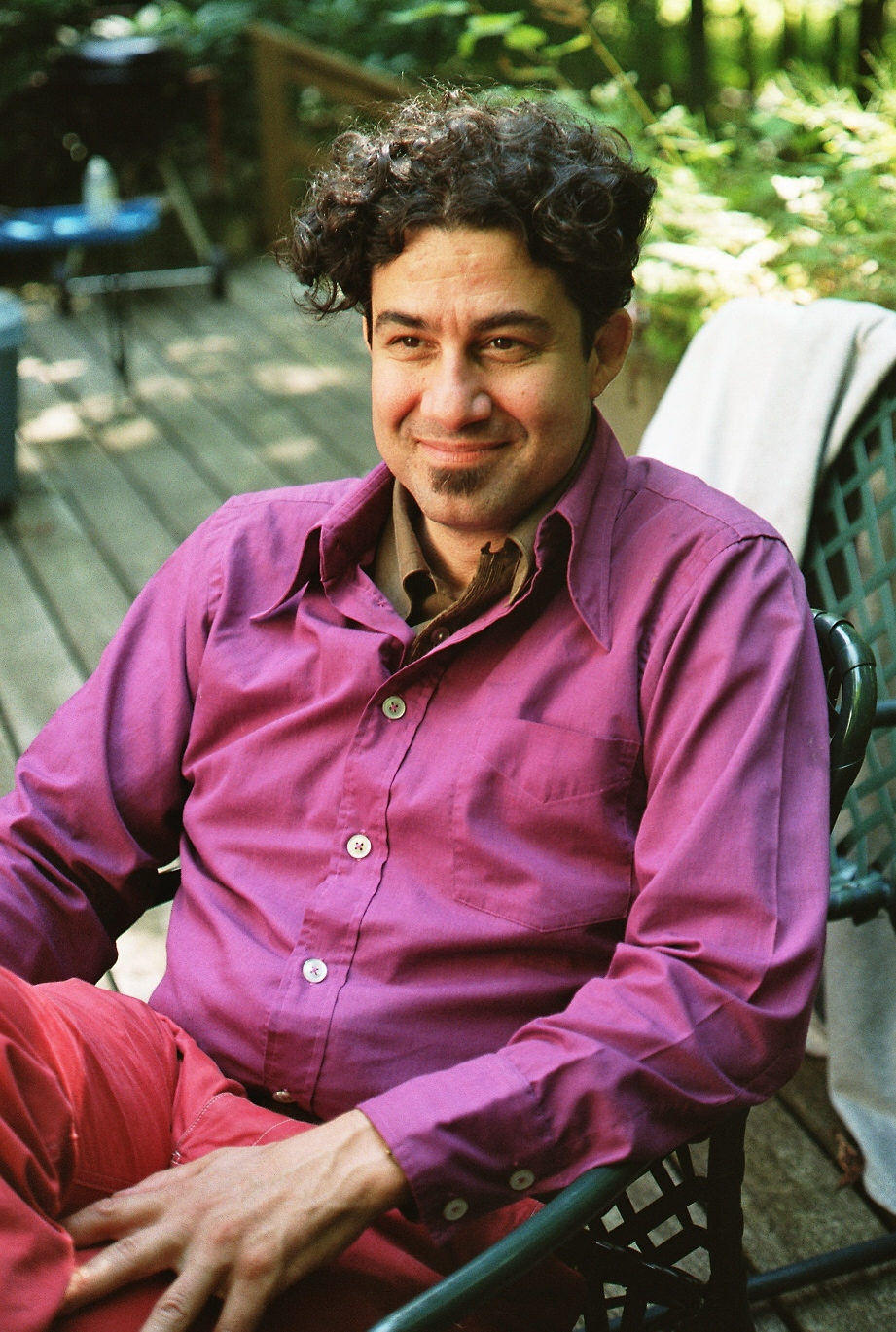
Derrick Rossi, 2008

Logo da empresa.

Em 2010, a "ModeRNA Therapeutics" foi formada para comercializar a pesquisa de Derrick Rossi, que desenvolveu um método para modificar o mRNA, transfectando-o para células humanas, " desdiferenciando " o mRNA em células-tronco, que depois se diferenciavam nos tipos de células desejados. Rossi abordou o colega Tim Harvinger, membro do corpo docente de Harvard, que convocou Kenneth Chien, Bob Langer e a empresa de capital de risco Flagship Ventures (agora pioneira em capitânia) a co-investir.
Em fevereiro de 2016, um editorial da Nature criticou Moderna por não publicar nenhum artigo revisado por pares sobre sua tecnologia, ao contrário da maioria das outras biotecnologias emergentes e estabelecidas, e comparou sua abordagem à de Theranos . Em setembro de 2018, Thrillist publicou um artigo que criticava a empresa intitulada "Por que essa start-up secreta de tecnologia pode ser a próxima Theranos", levantando preocupações sobre sua reputação de sigilo e a ausência de validação científica ou de pares independentes - revisão de sua pesquisa, apesar de ter a avaliação mais alta de qualquer biotecnologia privada dos EUA, com mais de US$ 5 bilhões. Um ex-cientista Moderna disse a Stat : "É um caso das roupas novas do imperador. Eles estão administrando uma empresa de investimento e, depois, esperançosamente, ela também desenvolve um medicamento que é bem-sucedido ".
Em março de 2020, a CNN reportou uma reunião na Casa Branca, registrada no C-SPAN, entre o governo Trump e os executivos farmacêuticos, onde o Bancel disse ao presidente que Moderna poderia ter uma vacina pronta em alguns meses, prejudicando materialmente a próxima projeção mais rápida. Com base no compromisso do Bancel com Trump, a Moderna recebeu um financiamento de US$ 483 milhões do governo Trump, levando a CNN a concluir: "Os EUA fazem 'grandes apostas' em empresas com tecnologia não comprovada".  Em abril de 2020, Trump nomeou o membro do conselho de administração Moncef Slaoui para "Operation Warp Speed".

## Plataforma
A plataforma Moderna desenvolve candidatos terapêuticos de mRNA que são entregues em nanopartículas lipídicas (lipossomas), usando mRNA com nucleosídeos de uridina modificados (pseudouridina) para melhorar a eficiência de dobragem e tradução por meio de mutagênese insercional direcionados a tipos específicos de células.

## Vacina da Moderna contra COVID-19
Em janeiro de 2020, a Moderna anunciou o desenvolvimento de uma vacina para inibir o coronavírus COVID-19, em concorrência com outras empresas de biotecnologia, como Gilead Sciences, Vaxart, Inovio Pharmaceuticals e Novavax . A tecnologia da Moderna é um composto de RNA mensageiro (mRNA) chamado mRNA-1273, que inibe o SARS-CoV-2, codificando-o para uma forma da proteína spike (S) no vírus. Desde o anúncio, as ações da Moderna aumentaram drasticamente, e o CEO e outros executivos corporativos começaram a vender grandes programas de suas participações.
Em março de 2020, o estudo humano em fase I da candidata a vacina começou em parceria com o Instituto Nacional de Alergia e Doenças Infecciosas dos EUA . Em abril, a Autoridade de Pesquisa e Desenvolvimento Biomédico dos EUA (BARDA) alocou até US $ 483 milhões para o desenvolvimento da vacina Moderna. Os planos para um estudo de dosagem e eficácia da Fase II com início em maio foram aprovados pelo FDA. Em preparação para a fabricação de até um bilhão de doses da vacina, caso ela tenha prova de segurança e eficácia em seus estudos em humanos, a Moderna assinou uma parceria com o produtor suíço de vacinas Lonza Group, que começará a fabricar lotes até julho.
Em maio de 2020, depois de divulgar resultados parciais e não revisados por pares para apenas 8 dos 45 candidatos em um teste humano em fase pré-Fase 1, direto para as bolsas de valores, o CEO anunciou na CNBC uma questão imediata de direitos de US $ 1,25 bilhão para levantar fundos para o empresa, com uma avaliação de US $ 30 bilhões. O ex-comissário da FDA Scott Gottlieb moderou a audiência da CNBC dizendo que haveria um "longo caminho pela frente para Moderna". O Wall Street Journal seguiu com "Cuidado com o manuseio de estoque moderno branco-quente" enquanto Stat afirmou: "Os especialistas em vacinas dizem que Moderna não produziu dados críticos para avaliar a vacina Covid-19".
Em 18 de dezembro de 2020, o mRNA-1273 recebeu uma Autorização de Uso de Emergência pela Food and Drug Administration (FDA) dos Estados Unidos. Foi autorizado pela primeira vez para uso no Canadá em 23 de dezembro de 2020, em Israel em 5 de janeiro de 2021, na União Europeia em 6 de janeiro de 2021,  no Reino Unido em 8 Janeiro de 2021, e em Cingapura em 3 de fevereiro de 2021. 
Em 15 de março de 2021, o segundo desenvolvimento da vacina COVID-19 da Moderna inicia o ensaio clínico de fase I denominado mRNA-1283.